# Bastar
Bastar (hindsky बस्तर रियासत) je území v jižní části indického státu Čhattísgarh, které bylo do roku 1947 knížecím státem. Jeho rozloha byla 33 831 km² a v roce 1941 bylo napočítáno 633 888 obyvatel. Hlavním městem byl Džagdalpur.

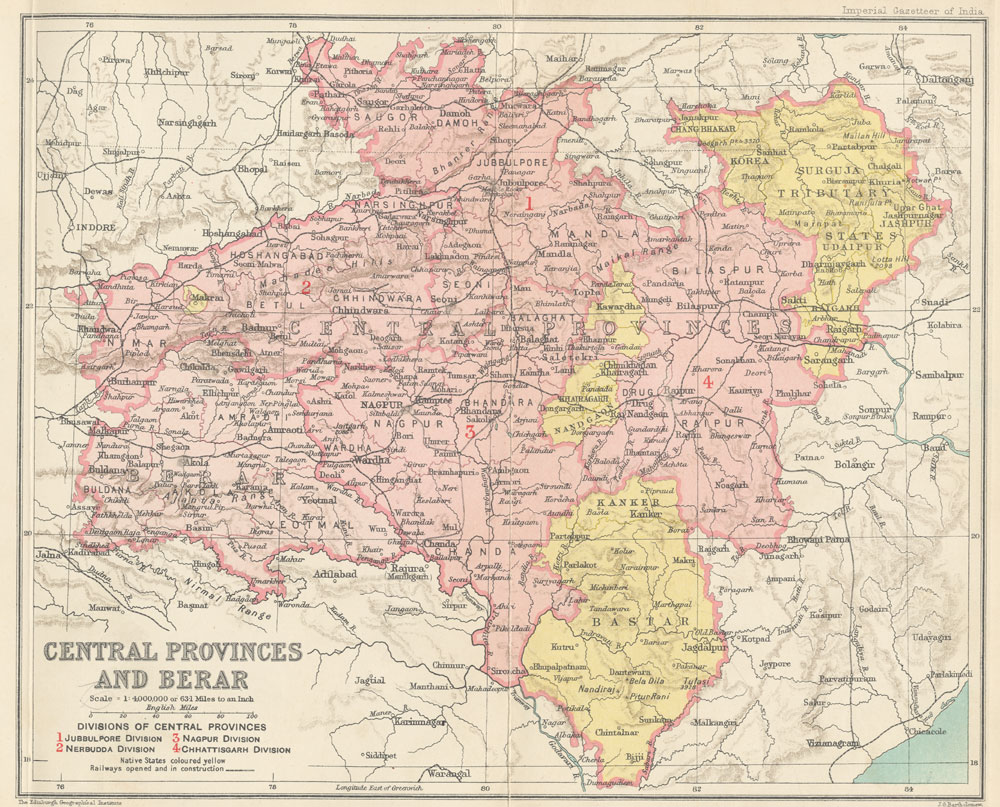
Historická mapa

Bastarské knížectví založil v roce 1324 Annama Dev z dynastie Kákatíja, která vládla ve Warangalu (dnešní Ándhrapradéš). Od roku 1861 bylo pod britskou nadvládou jako součást Centrálních provincií, i když si zachovalo formální atributy státnosti. V roce 1947 se stalo součástí nezávislé Indie. Poslední panovník Pravír Čandra Bhandž Dév hájil zájmy místních domorodců z kmene Gondi proti ústřední vládě, v březnu 1966 byl při nepokojích v Džagdalpuru zabit.